# 三枝夕夏
三枝夕夏（1980年6月9日—），英文名為U-ka saegusa，本名菊池有花。前日本女歌手、作詞家。為日本樂團三枝夕夏IN db女主音，亦擔任部份歌曲的作曲及作詞。隸屬公司為於日本BEING MUSIC FANTASY旗下的GIZA Studio。台灣由新光美音多媒體負責代理、發行。血型為A型，身高156cm，是沒有兄弟姊妹的獨女。愛知縣名古屋市出身。居於大阪。於金城学院中學校・高等學校畢業、金城學院大學中途退學。

## 個人履歷及事業
2002年以音樂製作專案db為背景，開始個人活動。同年6月以單曲「Whenever I think of you」正式出道。
2003年10月，第六張單曲「君と約束した優しいあの場所まで」在日本Oricon公信榜單曲排行榜初登場就獲得了第8名，開始受到很大的注目。從同張單曲開始，加入了新成員岩井勇一郎（吉他）、大薮拓（低音吉他）、車谷啓介（鼓手）。組合成為三枝夕夏IN db，以4人樂團開始展開新的活動。至今已發行了24張單曲、1張迷你專輯、3張專輯、1張精選以及6張DVD。
另外，三枝夕夏也為JEWELRY、WAG、岩田さゆり等多位歌手提供歌詞。其作詞家的身份獲得極高的評價。
2007年6月6日，三枝夕夏IN db發行精選集，作為他們5週年紀念。
2009年10月20日 三枝夕夏IN db解散發表。
2010年1月 完成東京、名古屋及大阪的演唱會後三枝夕夏IN db 正式解散，三枝夕夏以歌手名義作個人發展，不過事實是三枝夕夏正式從藝能界引退，db成員則繼續於藝能界活動。
2014年1月開始以本名隱岐有花為名義，在名古屋市開設了女性限定的全身美容店「Neuf（ヌフ）」。根據google map，此店目前已永久停業。

## 作詞提供作品
| 歌手名     | タイトル                         | 作曲者            | 編曲者   |
| 岩田さゆり | 空飛ぶあの白い雲のように         | 大野愛果          | 徳永暁人 |
| JEWELRY    | ココロが止まらない               | 大野愛果          | 小澤正澄 |
| JEWELRY    | Stop the music, give me a chance | 小澤正澄          | 小澤正澄 |
| JEWELRY    | 胸いっぱいのこの愛を 誰より君に  | 大野愛果          | 小澤正澄 |
| JEWELRY    | 戸惑う 恋ゴコロ                  | 山田祐樹          | 小澤正澄 |
| JEWELRY    | Delight Sweet Life               | 村田浩一 加藤功美 | 小澤正澄 |
| JEWELRY    | I believe                        | 宝仙明伽音        | 小澤正澄 |
| JEWELRY    | 白のファンタジー                 | 大野愛果          | 池田大介 |
| JEWELRY    | 忘れないで                       | 大野愛果          | 小澤正澄 |
| WAG        | 吹きすさぶ風の中で               | 徳永暁人          | 徳永暁人 |

## 發行作品

### 單曲
| 發行日期       | 單曲名稱                                   |
| -------------- | ------------------------------------------ |
| 2002年6月12日  | Whenever I think of you                    |
| 2002年8月28日  | It's for you                               |
| 2002年11月6日  | Tears Go By                                |
| 2003年6月18日  | CHU☆TRUE LOVE                              |
| 2003年8月20日  | I can't see, I can't feel'                 |
| 2003年10月29日 | 君と約束した優しいあの場所まで             |
| 2004年3月3日   | 眠る君の横顔に微笑みを                     |
| 2004年8月11日  | へこんだ気持ち 溶かすキミ                  |
| 2004年9月15日  | 笑顔でいようよ                             |
| 2004年10月13日 | いつも心に太陽を                           |
| 2005年2月16日  | 飛び立てない私にあなたが翼をくれた         |
| 2005年6月15日  | ジューンブライド 〜あなたしか見えない〜    |
| 2005年11月16日 | 君の愛に包まれて痛い                       |
| 2006年2月15日  | 愛のワナ                                   |
| 2006年5月24日  | Fall in Love                               |
| 2006年7月12日  | Everybody Jump                             |
| 2006年9月20日  | 太陽                                       |
| 2007年1月31日  | 雲に乗って                                 |
| 2007年10月31日 | 明日は明日の風の中.....夢の中              |
| 2008年2月27日  | 雪どけのあの川の流れのように               |
| 2008年12月10日 | 誰もがきっと誰かのサンタクロース           |
| 2009年2月25日  | もう君をひとりにさせない                   |
| 2009年6月3日   | いつも素顔の私でいたい                     |
| 2009年8月26日  | 夏の終わりにあなたへの手紙書き留めています |

### 專輯
| 發行日期       | 專輯名稱                                              |
| -------------- | ----------------------------------------------------- |
| 2003年2月5日   | Secret&Lies（mini album）                             |
| 2003年11月19日 | 三枝夕夏 IN db 1st 〜君と約束した優しいあの場所まで〜 |
| 2004年11月17日 | U-ka saegusa IN db II                                 |
| 2006年9月20日  | U-ka saegusa IN db III                                |
| 2007年6月6日   | 三枝夕夏 IN d-best 〜Smile&Tears〜（精選專輯）        |

### DVD
| 發行日期       | 影碟名稱                                                |
| -------------- | ------------------------------------------------------- |
| 2003年11月29日 | U-ka saegusa IN db FILM COLLECTION VOL.1-SHOCKING BLUE- |
| 2005年2月16日  | U-ka saegusa IN db〔one 1 Live〕                        |
| 2005年9月21日  | U-ka saegusa IN db FILM COLLECTION VOL.2                |
| 2006年11月1日  | U-ka saegusa IN db“CHOCO II とLIVE”                     |
| 2008年2月27日  | 三枝夕夏 IN d-best LIVE 〜Smile & Tears〜               |

## 外部連結
- 名古屋エステティックサロンNeuf(ヌフ) 隠岐有花 ♡Apps+E♡ハーバルピール♡プラセンタ♡（页面存档备份，存于） Powered by Ameba（2013年8月11日 - ）
- 三枝夕夏IN db 日本官方網站（页面存档备份，存于）
- 三枝夕夏IN db 日本官方部落格（页面存档备份，存于）